# Strymon rufofuscus
Strymon rufofuscus is een vlinder uit de familie van de Lycaenidae. De wetenschappelijke naam van de soort werd als Thecla rufofusca in 1877 gepubliceerd door William Chapman Hewitson.

## Synoniemen
- Thecla valentina Berg, 1896
- Thecla lucaris Weeks, 1901
- Strymon guanensis Le Crom & Johnson, 1997